# Coppa Italia 1991-1992 (calcio femminile)
L'edizione 1991-1992 è stata la ventesima edizione nella storia della Coppa Italia di calcio femminile. Il trofeo è stato vinto per la prima volta dalla Reggiana, che nella finale in gara unica ha battuto la Fiammamonza.

## Semifinali
| Squadra 1          | Totale      | Squadra 2            | Andata | Ritorno |
| ------------------ | ----------- | -------------------- | ------ | ------- |
| Woman Sassari      | 1 - 1 (gfc) | Reggiana R. Zambelli | 1 - 1  | 0 - 0   |
| Milan 82 Salvarani | 2 - 2 (gfc) | Fiammamonza          | 2 - 1  | 0 - 1   |

## Finale
| Squadra 1            | Risultato | Squadra 2   |
| -------------------- | --------- | ----------- |
| Reggiana R. Zambelli | 5 - 1     | Fiammamonza |